# Sinomicrurus
Sinomicrurus är ett släkte i familjen giftsnokar.
Arterna är med en längd av 75 till 150 cm små till medelstora ormar. De förekommer i östra och sydöstra Asien, till exempel i sydöstra Kina, i Japan och på Taiwan. Släktets medlemmar kan anpassa sig till olika habitat och de vistas på marken. De jagar antagligen ödlor och mindre ormar. Honor lägger ägg. Arterna är sällan aggressiva men det giftiga bettet antas vara farligt för människor.
Arterna är:
- Sinomicrurus annularis
- Sinomicrurus boettgeri
- Sinomicrurus gorei
- Sinomicrurus iwasakii
- Sinomicrurus japonicus
- Sinomicrurus kelloggi
- Sinomicrurus macclellandi
- Sinomicrurus peinani
- Sinomicrurus sauteri
- Sinomicrurus swinhoei